# タウンメモリー
タウンメモリー（Town Memory）は、エンターブレイン刊行の『DearMy...』及び『マジキュー』に連載されていた読者参加企画。また、それを基にした漫画作品及びファミ通文庫刊行のライトノベル作品。

## 概要
主人公は、小学生の頃に転校で離れた海沿いの街「はるか崎」に戻って来る。その街で主人公を待っていたのは再会、そして新たな出会いであった──。
- 原作：小日向ななみ
- キャラクターデザイン：小林

## 主な登場人物
相川 美咲（あいかわ みさき）
5月15日生まれのA型。身長：166cm B 84 / W 55/ H 85
喫茶店「みさかな」の看板娘にして実質的な店主。本作のメインヒロイン。
相川 夏南（あいかわ かな）
7月7日生まれのO型。身長：148cm B 78 / W 52 / H 79
美咲の2歳年下の妹。両想いへの昇華を夢見て、事あるごとに主人公へアタックを仕掛ける。
桜井 みずほ（さくらい - ）
3月9日生まれのO型。身長：162cm B 83 / W 58 / H 82
「ケーキ洋菓子店みずほ」の一人娘で、ノベライズ版の主人公（性格は原作とかなり異なる）
風杜 海菜（かざもり みな）
6月21日生まれのO型。身長：163cm B 83 / W 58 / H 84
シーフードレストラン「ぶるうじんた」の一人娘。口より先に拳を繰り出す豪快な性格。
辻堂 綾乃（つじどう あやの）
1月11日生まれのA型。身長：158cm B 80 / W 56 / H 82
「メガネの辻堂」の一人娘。同人誌活動に命を賭ける腐女子。
不二 香澄（ふじ かすみ）
10月20日生まれのA型。身長：166cm B 84 / W 58 / H 85
「スパリゾートFuji」（旧・「不二の湯」）番台。いつも眠っているように見えるが、酔拳が特技?
坂木 椎名（さかき しいな）
8月2日生まれのO型。身長：152cm B 79 / W 54 / H 80
「さかき玩具」の娘で手品が趣味。主人公を「にいちゃん」と呼ぶ。
及川 なな（おいかわ - ）
2月17日生まれのB型。身長：144cm B 75 / W 58 / H 78
「グリーン&フラワー及川園」の娘。主人公を「おにーたん」と呼ぶ。
小鳥遊 夢璃（たかなし ゆり）
（たぶん）11月1日生まれのB型。身長：167cm B 85 / W 57 / H 86
何故かいつもどこかの屋根の上にいる謎の巫女。ノベライズ版には登場しない。
深山 杏子（みやま きょうこ）
4月4日生まれのB型。身長：142cm B 75 / W 51 / H 79
主人公の叔母で女医。「ちびっ娘」扱いされることを嫌う。
片山 衿奈（かたやま えりな）
9月14日生まれのAB型。身長：169cm B 86 / W 57 / H 84
趣味が高じてコスプレショップ「KATAMAN」を取り仕切る。ノベライズ版で初登場。

## 漫画
『DearMy...』2003年9月号より『マジキュー』Vol.22（2005年12月27日発売）まで魚の作画により連載された。掲載誌のリニューアル時の都合上、プロローグ編だけ左開きで描かれ、以後は右開きで描かれている。オールカラー作品。
1回当たりのページ数が少なかった関係から単行本ではなくファンブックに収録と言う形式を取っている。前半はかなりギャグ色の強い展開で、特に杏子の回の「岡ちゃん」ネタが大きな反響を呼んだ。後半は一転して主人公と美咲を中心にシリアスな展開。
- タウンメモリー コンプリートブック

2006年3月25日発売 ISBN 475772750X
表紙は魚描き下ろし、小林の描き下ろしイラストも収録。

## 小説
- タウンメモリー 加納新太・著 未影・画

2004年3月31日初版発行 ISBN 4-7577-1708-3
みずほが主人公だが、原作のおっとりした性格からは考えられないほど大胆かつ積極的に話を引っ張る。また、ギャルゲー専門誌の読者参加企画とは思えないほどに百合的傾向が感じられる描写も一部で話題になった。
なお、一部に未成年者には不適切な描写（飲酒）が含まれているので注意が必要である。